# Nils Sundström
Nils Gustaf Sundström, född den 9 april 1846 i Stockholm, död den 20 januari 1931 i Djursholm, var en svensk sjömilitär.
Sundström blev underlöjtnant vid skärgårdsartilleriet 1869 och vid flottan 1873, löjtnant där 1875. Han var anställd i engelsk örlogstjänst 1873–1876. Under åren 1883–1885 deltog Sundström i fregatten Vanadis världsomsegling och blev under denna resa befordrad till kapten 1884. Han började och fullföljde en stor del av sin tjänst på de gamla segelfartygen, men var sedan med om den fullständiga omvandling till pansarskepp som skedde under senare delen av 1800-talet. Sundström var adjutant hos kommendanten vid flottans station i Stockholm 1885–1886 och adjutant hos stationsbefälhavaren där 1892–1895. Han blev kommendörkapten av andra graden 1893 och av första graden 1896. Sundström var chef för Sjökrigsskolan 1895–1900 och befordrades till kommendör vid flottan 1900. Han var chef för underofficers- och sjömanskårerna vid flottans station i Karlskrona 1900–1907. Sundström invaldes som ledamot av Örlogsmannasällskapet 1901. Han blev riddare av Svärdsorden 1889, kommendör av andra klassen av samma orden 1903 och kommendör av första klassen 1906.